# Peggy Carter
Peggy Carter a Marvel Comics univerzum egyik szereplője. A szereplőt Stan Lee és Jack Kirby alkotta meg. Első megjelenése a Tales of Suspense 75. számában volt 1966 márciusában. Steve Rogers második világháborús szerelme, és Sharon Carter nagynénje.
Hayley Atwell alakítja a Marvel-moziuniverzumban. Az Amerika Kapitány: Az első bosszúálló (2011), az Amerika Kapitány: A tél katonája (2014), a Bosszúállók: Ultron kora (2015), A Hangya (2015), a Bosszúállók: Végjáték (2019) és a Doctor Strange az őrület multiverzumában (2022) című filmekben, valamint a Carter ügynök, A S.H.I.E.L.D. ügynökei és a Mi lenne, ha…? című sorozatokban szerepelt.

## Megalkotása
A karakter név nélkül debütált, mint Amerika Kapitány háborús szerelme a Tales of Suspense 75. számában (1966. március), majd a 77. számban (1966. május) nevet kapott. Stan Lee író és Jack Kirby művész alkotta meg. 1973 májusában (Captain America 161. számában) ismét feltűnt Sharon Carter nővéreként. Később a képregényhősök korhatatlansága miatt Sharon nagynénjévé, majd később dédnagynénjévé tették (lásd Captain America 5. kötet, 25. szám (2007. április)). A karakter gyakran szerepelt a második világháború idején játszódó Amerika Kapitány történetekben.

## Története
Dr. Peggy Carter tinédzserként csatlakozott a francia ellenálláshoz, és képzett harcossá vált, aki több hadműveletben is szolgált Amerika Kapitány oldalán. Ők ketten egymásba szerettek, de egy robbanó gránát miatt amnéziás lett, és a szüleihez került Virginiába, hogy ott éljen.
Az "Original Sin" történet során 1952-ben kiderült, hogy együtt dolgozott Howard Starkkal és Woody McCorddal, amikor egy idegen hajót vizsgáltak Szibériában. Ők hárman azon dolgoztak, hogy az idegen ne kerüljön a Hydra kezére. Az 1960-as években hosszú időre a S.H.I.E.L.D.-hez csatlakozott. Abban az időben, amikor Amerika Kapitány újra felbukkant a világban, Peggy Doctor Faustus kezeléseit vette igénybe. Amikor Amerika Kapitány megmentette, megőrizte barátságát vele. Később segített Amerika kapitánynak a Titkos Birodalom elleni harcban. Segít Amerika Kapitánynak, amikor unokahúga, Sharon Carter és néhány S.H.I.E.L.D. ügynök eltűnt, miközben az új igazgatóról gyűjtöttek információkat. Később csatlakozott a Bosszú Angyalait támogató személyzetéhez. Nyugdíjba vonulása után egy idősek otthonában élt, és elkezdett demenciában szenvedni, ahol már nem tudta felismerni Sharont. William Burnside később meglátogatta Peggyt, azt állítva, hogy ő az eredeti Amerika Kapitány. Halála után a S.H.I.E.L.D. emlékszobrot állított neki a Newark-i S.H.I.E.L.D. Akadémia előtt. Steve Rogers, Nick Fury és Dum Dum Dugan részt vettek a temetésén.
Ismeretlen módon újjáéledt és megfiatalodott, ahol Sharonhoz csatlakozva megalakította a Szabadság Lányait Dryad álnéven. Sharonon kívül csak Sólyom és a Tél Katonája tudott róla. Segített a csoportnak abban, hogy tisztázzák Amerika Kapitány nevét, amikor őt vádolták meg Thaddeus Ross halálával. Dryad addig harcolt Ross valódi gyilkosával, Foreigner ellen, amíg Halálfej és Sin rakétát nem lőtt rájuk. Dryad túlélte, míg Foreigner feltehetően meghalt. Titokban segít a Tél Katonájának, hogy hamis információkat adjon Nick Fury Jr-nak Amerika Kapitány hollétéről, hogy félrevezesse őt. Miután Strucker báró elméjéből információkat kaptak, Peggy tartózkodási helyét Nick Fury Jr. és emberei megrohamozzák, miközben Peggy éppen Sharont kérdezte, hogy mikor fogja elmondani Amerika Kapitánynak az újjászületését. Peggy közli Nick Fury Jr.-ral, hogy neki és az embereinek először rajta kell átmenniük, ha el akarnak jutni Amerika Kapitányhoz. Peggy legyőzi a katonákat, és fegyvert fog Nick Fury Jr-ra. Mivel úgy döntött, hogy itt az ideje, hogy Steve-nek is tudassa a visszatérését, Peggy elintézte, hogy a csapattársa, Agatha Harkness elvigye hozzá Steve-et. Elárulta neki, hogy azóta követi Aleksander Lukint, amióta az az esemény történt, amikor Lukin és Selene elvették Sharon lélekdarabkáját. Ezen kívül Peggy kijelentette Steve-nek, hogy Lukin áll Thaddeus Ross halála mögött, a Watchdogok támadásai és az új Scourge mögött. Sharon, Sólyom és a Tél Katonája belépnek, miközben elmagyarázzák, miért tartották titokban Peggy újjászületését. Peggy és a Tél Katonája felfedik Steve-nek, hogy a kő formájában manifesztálódott lélekdarabot Lukin felélesztésére használták, ami egyben Vörös Koponya elméjének benne lévő maradványait is felélesztette.

## Képessége
Peggy Carter kiváló közelharcos és harcművész és a lőfegyverek használatában is kiváló. Magasan képzett kém, taktikus, stratéga és parancsnok.
Dryadként Peggy egyfajta harci páncélt visel, amely elég erős ahhoz, hogy megvédje őt egy rakétatámadástól, és szigetelve tartsa, amikor az lángokban áll körülötte minden.

## Marvel alternatív valóságaiban
- A Skarlát Boszorkány által a 2005-ös "House of M" történetben létrehozott alternatív valóságban Amerika Kapitány sosem fagy meg az Északi-sarkvidéken, hanem a második világháború befejezése után nem sokkal elveszi Peggy-t.[17]
- A Föld-65-ön Peggy Carter a S.H.I.E.L.D. hosszú életű igazgatója, akárcsak Nick Fury az eredeti univerzumban. Ő is hasonló szemfedőt visel, mint Fury.[18]
- A Super-Soldier: Man of War 1. számában Mademoiselle Peggy lesz.[19]
- Az Exiles 3. kötetében a csapathoz később csatlakozik Peggy Carter, és ő lesz univerzumának Amerika Kapitánya, akit Bucky Barnes női változata, Becky Barnes segíti.[20]

## Megjelenése a képregényeken kívül

### Televíziós sorozatok
| Magyar cím              | Eredeti cím             | Színész Eredeti hang | Magyar hang | Jegyzetek     |
| ----------------------- | ----------------------- | -------------------- | ----------- | ------------- |
|                         | The Marvel Super Heroes | Peg Dixon            |             |               |
| Bosszúállók újra együtt | Avengers Assemble       | Hayley Atwell        |             | [ 21 ] [ 22 ] |
| Carter ügynök           | Agent Carter            | Hayley Atwell        | Balsai Móni | [ 23 ] [ 24 ] |
| A S.H.I.E.L.D. ügynökei | Agents of SHIELD        | Hayley Atwell        | Náray Erika | [ 25 ]        |
| Mi lenne, ha…?          | What If…?               | Hayley Atwell        | Balsai Móni | [ 26 ] [ 27 ] |

### Filmek
| Magyar cím                               | Eredeti cím                                 | Színész Eredeti hang | Magyar hang | Jegyzetek            |
| ---------------------------------------- | ------------------------------------------- | -------------------- | ----------- | -------------------- |
| Amerika Kapitány: Az első bosszúálló     | Captain America: The First Avenger          | Hayley Atwell        | Balsai Móni | [ 28 ]               |
| Amerika Kapitány: A tél katonája         | Captain America: The Winter Soldier         | Hayley Atwell        | Balsai Móni | [ 29 ] [ 30 ]        |
| Bosszúállók: Ultron kora                 | Avengers: Age of Ultron                     | Hayley Atwell        | Balsai Móni | [ 31 ]               |
| A Hangya                                 | Ant-Man                                     | Hayley Atwell        | Balsai Móni | [ 32 ]               |
| Bosszúállók: Végjáték                    | Avengers: Endgame                           | Hayley Atwell        | Balsai Móni | [ 33 ] [ 34 ] [ 35 ] |
| Doctor Strange az őrület multiverzumában | Doctor Strange in the Multiverse of Madness | Hayley Atwell        | Balsai Móni | [ 1 ] [ 36 ]         |